# Graveney with Goodnestone
Graveney with Goodnestone – civil parish w Anglii, w Kent, w dystrykcie Swale. W 2011 civil parish liczyła 490 mieszkańców.